# Seis Goswamis de Vrindavana

Os Seis Goswamis de Vrindavan

Os Seis Goswamis de Vrindavan foi um grupo de devotos eruditos e ascetas de Krishna que viveram e escreveram na Índia durante o final do século XV e início do século XVI. Eles foram os principais discípulos de Chaitanya Mahaprabhu .
Eles são especialmente venerados por sua dedicação ao Bhakti Yoga, o caminho da devoção amorosa a Deus, e por suas contribuições fundamentais na sistematização teológica, filosófica e litúrgica dos ensinamentos de Chaitanya Mahaprabhu, considerado pela tradição Gaudiya Vaishnava como a encarnação de Krishna para a era de Kali (yuga-avatar).
Os Seis Goswamis foram:
Rupa Goswami (1489–1564): Principal teólogo da tradição, é autor de obras fundamentais como o Bhakti-rasamrita-sindhu, que estrutura as formas de devoção, e o Ujjvala-nilamani, que detalha os aspectos emocionais da relação entre Krishna e seus devotos.
Sanatana Goswami (1488–1558): Irmão de Rupa, destacou-se pela recuperação de locais sagrados em Vrindavan e pela redação de textos como o Brihad-bhagavatamrita e o Hari-bhakti-vilasa, este último um manual de práticas religiosas.
Jiva Goswami (1513–1598): Sobrinho de Rupa e Sanatana, foi um dos maiores estudiosos sânscritos de sua época. Escreveu os Sat-sandarbhas, conjunto de tratados que organizam a teologia Gaudiya de forma sistemática.

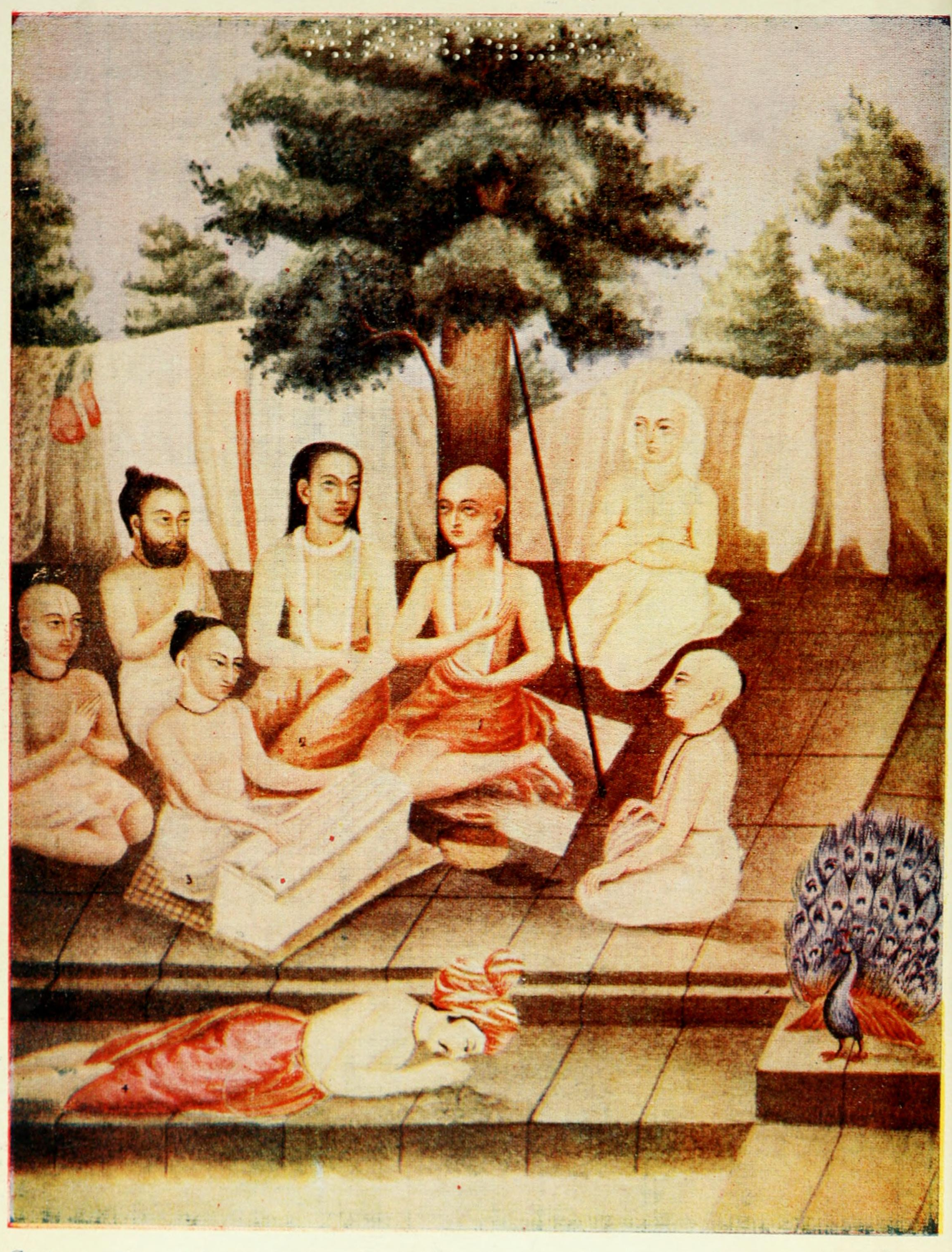
Chaitanya com seus discípulos os Seis Goswamis de Vrindavan

Raghunatha Bhatta Goswami (1505–1579): Conhecido por sua dedicação à recitação do Srimad Bhagavatam, passou grande parte da vida adorando Radha e Krishna em Vrindavan.
Raghunatha dasa Goswami (1495–1571): Exemplo de austeridade e desapego, viveu em profunda meditação em Radha-kunda e escreveu o Manah-shiksha, obra que orienta o controle da mente no caminho devocional.
Gopala Bhatta Goswami (1503–1578): Contribuiu para o Hari-bhakti-vilasa e iniciou a adoração da deidade de Radha-Ramana em Vrindavan, consolidando aspectos formais do culto Vaishnava.
Todos eles em algum momento se estabeleceram em Vrindavan, na região de Utar Pradexe que é uma cidade considerada sagrada e associada aos passatempos divinos de Krishna descritos em textos como o Bhagavata Purana. Lá, dedicaram-se à redescoberta de locais sagrados, à composição de textos teológicos e à organização das práticas devocionais da nascente tradição Gaudiya Vaishnava.
Foram importantes também no estabelecimento de instituições, restaurando aquela cidade como um centro de peregrinação, acolhendo visitantes de Bengala e frequentemente atuando como divulgadores e professores do vaixnavismo gaudia. Eles conseguiram proteção e patrocínio do Império Mogol, pelo que foram estabelecidos templos e bibliotecas, além de restaurarem locais de devoção associados a Rada-Críxena.